# Brennevinsfjorden
Brennevinsfjorden is een fjord van het eiland Nordaustlandet, dat deel uitmaakt van de Noorse eilandengroep Spitsbergen.
Het fjord is vernoemd naar sterkedrank.

## Geografie
Het fjord is zuidoost-noordwest georiënteerd en heeft een lengte van ongeveer 22 kilometer. Ze mondt in het noordwesten uit in de Noordelijke IJszee.
Het fjord snijdt in het noordwesten van het eiland in Gustav-V-land. Ten noordoosten van het fjord ligt het schiereiland Laponiahalvøya en ten zuidwesten het schiereiland Botniahalvøya.
Ongeveer tien kilometer naar het zuidwesten ligt het fjord Lady Franklinfjorden en op ongeveer zes kilometer naar het noordoosten ligt de baai Nordenskiöldbukta.